# شهرستان یونشیاو
شهرستان یونشیاو (به لاتین: Yunxiao County) یک شهرستان‌های جمهوری خلق چین در چین است که در جانگجاو واقع شده‌است.
 شهرستان یونشیاو ۱٬۱۶۶ کیلومتر مربع مساحت و ۳۹۲٬۰۰۰ نفر جمعیت دارد.